# Eutelia viridacea
Eutelia viridacea är en fjärilsart som beskrevs av Emilio Berio 1966. Eutelia viridacea ingår i släktet Eutelia och familjen nattflyn. Inga underarter finns listade i Catalogue of Life.